# Bekir Karayel
Bekir Karayel (ur. 10 maja 1982 w Sungurlu) – turecki lekkoatleta, długodystansowiec, olimpijczyk.
Reprezentował Turcję na igrzyskach olimpijskich 2012 w Londynie w biegu  maratońskim. Bieg ukończył na 76. miejscu z czasem 2:29:38. Uczestnik Mistrzostwa Świata w Lekkoatletyce w Deagu w 2011. W maratonie uplasował się na 47. miejscu z czasem 2:33:20

## Rekordy życiowe
| Dystans    | Wynik (s) | Miejsce | Data             | Uwagi              |
| ---------- | --------- | ------- | ---------------- | ------------------ |
| półmaraton | 1:02:55   | Tars    | 25 marca 2012    | były rekord Turcji |
| maraton    | 2:13:21   | Londyn  | 22 kwietnia 2012 |                    |